# GEOBASE
GEOBASE è un database multidisciplinare che contiene informazioni bibliografiche e abstract relativi alle scienze geografiche, scienze della Terra e ecologiche, pubblicato da Engineering Information, una consociata della Elsevier. L'ampia copertura tematica include scienze della Terra, ecologia, geomeccanica, geografia antropica, geografia fisica, geografia sociale e oceanografia. In questo database sono inclusi anche studi di sviluppo.

## Copertura
GEOBASE include 2000 titoli di riviste di settore e sottoposte a revisione paritaria. Altri titoli di riviste e libri sono inclusi nella copertura d'archivio di questo database. Con oltre 2 milioni di record, ha una copertura temporale dal 1980 ad oggi. Ogni anno vengono aggiunte almeno 100.000 citazioni e abstract aggiuntivi. La base di dati viene aggiornata ogni due settimane. L'accesso è possibile sia online (Internet) che tramite CD-ROM.
Altri tipi di pubblicazioni indicizzate in questo database sono articoli di riviste, recensioni di prodotti, elenchi e tutto il materiale correlato. La copertura della letteratura internazionale riguarda articoli in lingue diverse dall'inglese e libri, atti di convegni e relazioni di più difficile reperimento.
La copertura tematica include: cartografia, idrologia, climatologia, meteorologia, energia, paleontologia, ambiente, petrologia, geochimica, fotogrammetria, geomorfologia, sedimentologia, geofisica e vulcanologia.

## Edizioni a stampa correlate
Il database GEOBASE è trattato in forma cartacea nelle seguenti riviste di abstract:
- Geographical Abstracts: Human Geography (ISSN 0953-9611 (WC · ACNP), LCCN 89-646812): pubblica mensilmente gli abstract di 2.000 riviste. Nasce dall'unione delle seguenti riviste di abstract:[4]
  - Geographical abstracts. C, Economic geography (del 1986; ISSN 0268-7895 (WC · ACNP), OCLC 13548872);
  - Geographical abstracts. D, Social and historical geography (ISSN 0268-7909 (WC · ACNP), OCLC 13645587);
- Geographical abstracts. F, Regional and community planning (ISSN 8665-8026 (WC · ACNP), OCLC 13646354);
- Geographical Abstracts: Physical Geography (ISSN 0954-0504 (WC · ACNP)): pubblica mensilmente gli abstract di 2.000 riviste;
- Geological Abstracts;
- Ecological Abstracts;
- International Development Abstracts;
- Oceanographic Literature Review;
- Geomechanics Abstracts.